# Jardins de les Alberedetes de Serrans
Les alberedetes de Serrans són uns jardins localitzats als barris d'el Carme i la Seu (Ciutat Vella de València) de la ciutat de València. Es tracta d'una reduïda zona ajardinada localitzada a la marge dreta del riu Túria entre el pont de Sant Josep i el pont de la Trinitat. Rep el nom de la porta dels Serrans, principal entrada a la ciutat i monument front als jardins.

## Història

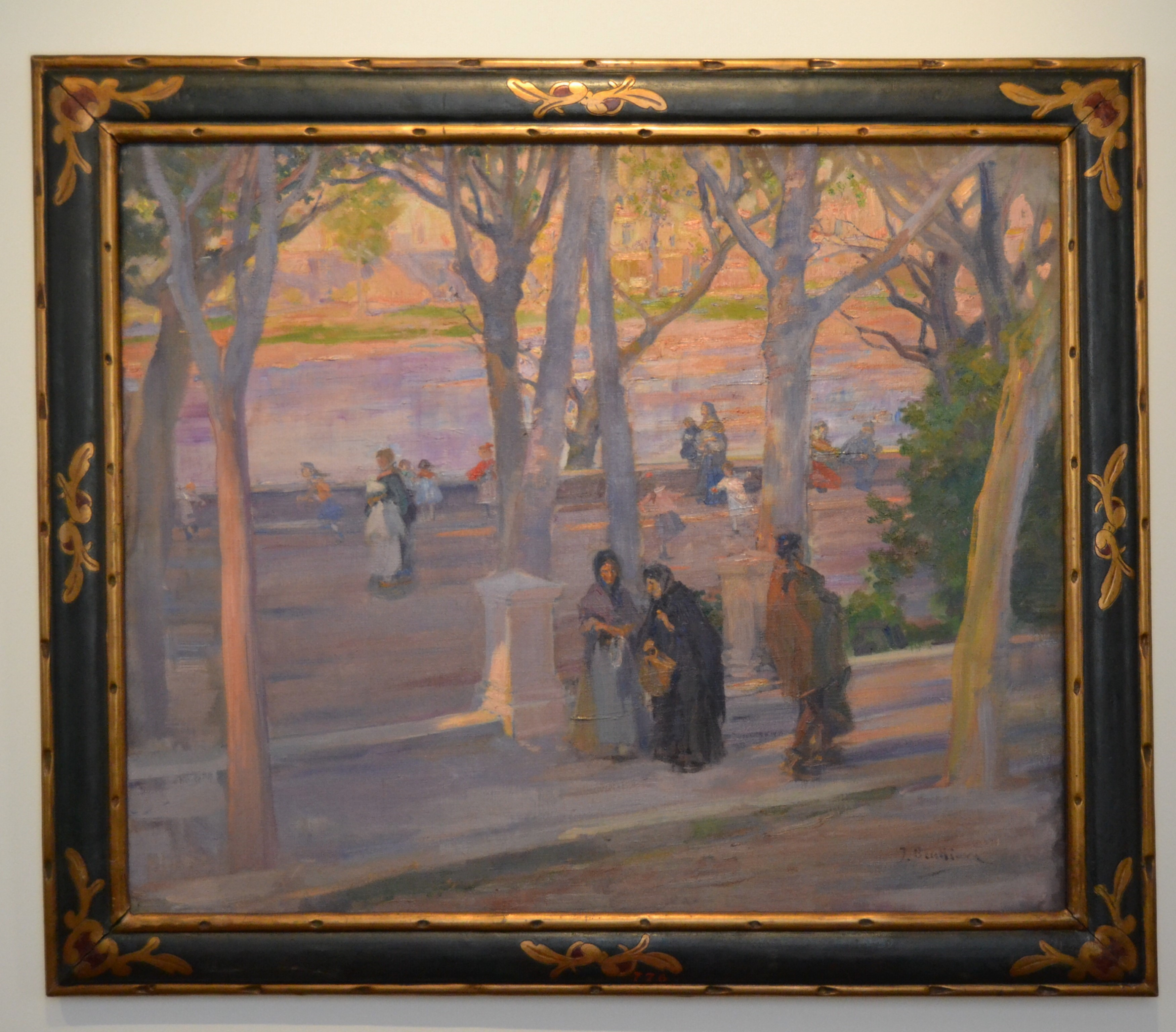
"A les alberedetes de Serrans" de Josep Benlliure (circa 1922)

Les alberedetes foren creades l'any 1830 per l'aleshores corregidor de València Rafael Ram de Viu i Pueyo, polític i militar carlí aragonés i baró d'Herbers, per tal d'engalanar l'espai entre la porta dels Serrans dels murs de València i els ampits del riu Túria. Abans, aquest espai havia estat magatzem del gremi de fusters, amb la conseqüent degradació. El nou conjunt estaria format per dues parts: les alberedetes noves i les velles, sent la porta i el pont dels Serrans l'eix central. Els jardins foren dissenyats entre els anys 1830 i 1832 per Cristóbal Sales Gutiérrez i Francisco Ferrer. Per tal d'accedir a les parts més afonades es construïren unes ecales de pedra des del nivell del carrer de la Blanqueria. La barana i les escales van ser dissenyats per l'arquitecte municipal Salvador Escrig Melchor, també autor de la Plaça Redona.
Després de la riuada de 1957, es dugueren a terme una sèrie de canvis. Primerament, s'igualà el nivell de la superfície ajardinada amb el del carrer. Les efinxes que flanquejaven les escales de baixada al jardí van traslladar-se al pont de Fusta, aquesta vegada per tal de flanquejar el pas al pont. A més, l'antic estany central és ara una font. Des de la segona meitat del segle XX s'ha instal·lat escultures de diferents prohoms.

## Conjunt botànic

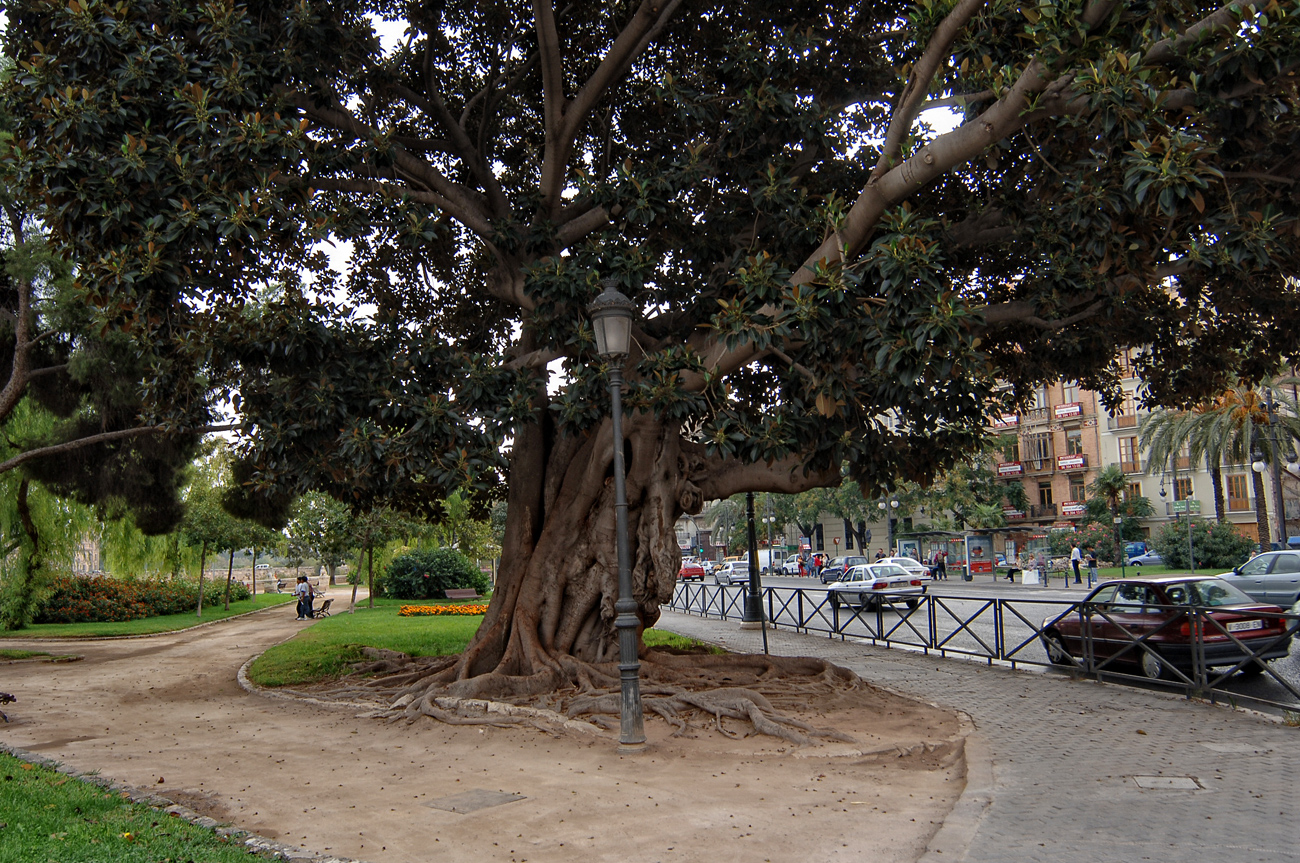
Un dels ficus dels jardins (2006)

Els jardins de les alberedetes de Serrans són llar de moltes varietats d'arbres. Així, hom pot trobar acàcies del Japó i tarongers agres al començament dels jardins, prop del pont de Sant Josep. Al llarg de la vorera s'hi troben alineats lledoners, mentre que a l'interior dels jardins s'alternen els platans d'orient, les mèlies comunes, els xiprers i algunes falses acàcies. També s'hi poden trobar un bon nombre de freixes de flor, d'arbres de l'amor, d'eucalyptus camaldulensis i, sobretot, de falsos pebrers. Sobre la gespa, hom pot vore jóvens exemplars de palmes blanques i de butia capitata. Vora el pont dels Serrans hi han algunes palmeres datileres. A l'altura del pont de Fusta i front el carrer de mur de Santa Anna hi han tres arbres: un freixe de fulla gran, una alta washingtonia robusta i un lledoner. Fins al pont de la Trinitat trobem també un ficus macrophylla, un pi blanc i un gran pi canari.

## Conjunts artístics
- Al poble valencià: monolit prismàtic obra de l'escultor Jesús Castelló amb una inscripció sota l'escut de la ciutat que versa:

| « | A la capacitat del poble valencià per a superar catàstrofes i adversitats. 50 anys de l'avinguda del riu Túria. Octubre 1957-2007. Ajuntament de València | » |

 Aquest monument commemoratiu fou descobert el 9 d'octubre de 2007 durant el 50 aniversari de la riuada de 1957. Actualment (2024) és el segon monument valencià a la riuada juntament amb l'ubicat a l'avinguda d'Aragó.
- Valencia a Azorín: bust de bronze obra de l'escultor Victorino Gómez López (de pseudònim "Victor-Hino") i signat per ell el 1968 en honor del literat valencià José Martínez Ruiz "Azorín". El conjunt s'alça sobre un pedestal prismàtic de pedra on està gravat l'escut simplificat de la ciutat i a sota d'ell la inscripció en castellà:[7]

| « | Valencia a Azorín. Año 1969. | » |

- Esfinxs: són dues escultures en pedra situades una en front de l'altra a l'altura del Pont de Fusta. D'autor anònim, són datades vers el 1838. Originàriament se trobaven a l'escalinata del tram dels jardins ubicat entre els ponts dels Serrans i la Trinitat. El conjunt representa a dues esfinxs amb cos de lleó i cara de dona, abillades amb vestit, cinta al coll i flors als cabells. Sobre els caps, una mantellina que els cau sobre els muscles. Cadascuna de les esfinxs s'alcen sobre dos pedestals a l'abast de les persones i sense cap tipus de protecció. Ambdues escultures se troben en un estat de conservació molt deficient.[7]
- Valencia a Mistral: bust en marbre obra de Luis Bolinches Compañ regalat el 1930 per Lo Rat Penat a l'Ajuntament de València. El pedestal en pedra també és obra del mateix escultor. Fou inaugurada el 12 de novembre de 1933 a la plaça del comte de Carlet. Figura una incripció a la part frontal i posterior:

| « | Valencia a F. Mistral. MCMXXXIII Lo Rat Penat ofrena el bust de Mistral en el I centenar. MCMXXX | » |

 A la base figura F.Mistral. L.Bolinches. A la riuada de 1957 el monument patí importants danys i fou retirat del lloc, però fou novament instal·lat el 1963 a l'actual emplaçament.
- Al pintor José Benlliure Ortiz: bust obra de José Capuz Mamano en honor a José Benlliure Ortiz. Fou col·locat per primera vegada als jardins el 3 d'agost de 1919. El monument fou alçat per suscripció popular per la Joventut Artística Valenciana i cooperaren econòmicament el Círculo de Bellas Artes de Madrid i el Cercle de Belles Arts de València. El bust en bronze daurat al foc fou donat per José Capuz. Al pedestal figura la llegenda castellana:

| « | Al pintor José Benlliure Ortiz. La juventud Artística valenciana con la cooperación de los Círculos de Bellas Artes de Madrid y Valencia. MCMXIX | » |

 A la riuada de 1957 el monument fou arrasat i perdut, tornant-se a reposar l'any 1962 al seu emplaçament actual front a la Casa Museu Benlliure. El bust és la representació fidel d'un autorretrat del mateix Peppino Benlliure i refet per José Capuz.
- Xiqueta de les cues: obra en bronze de José Esteve Edo. Aquesta figura va obtenir la segona medalla d'escultura a l'Exposició Nacional de Belles Arts de Madrid de 1968. Va ser col·locada en un llac de les Alberedetes de Serrans el juliol de 1969, a l'esquena dels sortidors i de cara al carrer de la Blanqueria. Es una xiqueta amb cues asseguda sobre un pedestal i amb els peus descalços, que sosté entre les mans un llibre obert. L'original d'aquesta escultura es troba al Museu d'Art Modern Reina Sofia de Madrid.[7]
- A Pedro Ferrer Calatayud: bust fos en bronze i modelat en algeps del natural l'any 1922 del pintor valencià Pedro Ferrer Calatayud. Obra de Rafael Rubio Rosell. Al pedestal hi ha una inscripció en castellà sota l'escut de la ciutat:

| « | Valencia al pintor Pedro Ferrer Calatayud (1860-1944). Año 1978 | » |

 L'obra és una donació del fill del pintor, Adolfo Ferrer Amblar, a la ciutat de València.
- Al pintor Salvador Tuset Tuset: bust en bronze verdós realitzat per sa filla Amparo Tuset Rafecas i inaugurat el 1973. Al pedestal de pedra hi ha l'escut de València i una inscripció en castellà que diu:

| « | Al pintor Salvador Tuset Tuset (1883-1951). Homenaje del Colegio Oficial de Profesores de Dibujo y del Excmo. Ayuntamiento de Valencia. 1973 | » |

 El bust és lleugerament major al natural i esta signat i datat a la base: A.Tuset 1972.
- La font de la cistella: sobre una grada s'alça una tassa de marbre al centre de la qual s'alça un pedestal i sobre aquest la figura de la deessa Ceres. L'escultura realitzada en marbre al segle xviii, procedeix de l'hort del canonge Pontons a Patraix i adorna aquest lloc des de 1969. Ceres és la deessa de l'agricultura a la mitologia romana, porta una cistella o canasta a l'esquena, d'on pren el nom la font. Porta segons descripcions passades, a la mà esquerra una fogassa de pa i al costat una cistella, tots dos elements avui dia desapareguts o irreconeixibles davant l'estat de deteriorament de la mateixa.[4]